# Tätögd brunbagge
Tätögd brunbagge (Orchesia luteipalpis) är en skalbaggsart som beskrevs av Étienne Mulsant och Guillebeau 1857. Tätögd brunbagge ingår i släktet Orchesia, och familjen brunbaggar. Enligt den svenska rödlistan är arten sårbar i Sverige. Arten förekommer i Götaland. Artens livsmiljö är skogslandskap, våtmarker.